# Радник и колхозница
Радник и колхозница (рус. Рабо́чий и колхо́зница) је познати пример монументалне уметности, који представља две фигуре, радника и колхозницу, са уздигнутим српом и чекићем. Скулптура је висока 24,5 метра, направљена од нерђајућег челика, а њен аутор је вајарка Вера Мухина која је извајала скулптуру посебно за Светски сајам 1937. у Паризу, након чега је премештена у Москву. Скулптура је пример социјалистичког реализма и Арт декоа.

## Историја
Скулптура је првобитно направљена да краси улаз у Совјетски павиљон (архитекта: Борис Иофан) на Светском сајму. Организатори су поставили совјетски и немачки павиљон насупрот један другому на главном пешачком булевару Трокадеро на северној обали Сене.
Мухину је за изглед скулптуре инспирисало њено изучавање класичних скулптура  Хармодије и Аристогеитон, Ника са Самотраке и Марсељеза, скулпторска група Франсоаа Руда на Тријумфалној капији.
Иако је Мухина изјавила да је њена скулптура требало „да буде неодвојиви део целе структуре“, скулптура је након сајма пресељена у Москву, где је смештена на Сајму достигнућа народне привреде.
Скулптура је у јесен 2003. године била привремено уклоњена и одведена на рестаурацију у јеку припрема за Експо 2010. Првобитни план је био да се скулптура врати на своје место до 2005, али пошто је уместо Москве одржавање Експоа 2010. додељено Шангају, процес обнове је успорен финансијским проблемима, а враћање скулптуре одгођено.
Скулптура је коначно враћена на своје место 28. новембра 2009. године. Откривање рестаурисаног споменика одржано је 4. децембра 2009, уз величанствен ватромет. Обновљена статуа постављена је на ново постоље, чиме је укупна висина повећана са 34,5 m (старо постоље било је високо 10 m) на 60 m (нови павиљон је висок 34.5 м, а статуа 24,5 м).
Огромна мобилна репродукција статуе (са лебдећим српом и ћекићем преко арене) била је присутна на церемонији отварања Зимских олимпијских игара у Сочију, 2014, и била симбол раздобља велике индустријализације након Октобарске револуције.

## Присуство у медијима
Радник и колхозница су у совјетској кинематографији 1947. године изабрани да буду лого за филмски студио „Мосфилм“.

## Галерија
- Павиљон Совјетског Савеза насупрот оном Трећег рајха, уобичајене супарничке земље, на сајму у Паризу 1937.
- Радник и колхозница на поштанској марки из 2007. као једно од достигнућа уметности 20. века у Русији ( приказан са Татлиновом кулом)
- Радник и колхозница на 15 копејки из 1967. године